# Gosto Disto!
Gosto Disto! foi um  programa de televisão de comédia transmitido pela SIC em Portugal. Estreou a 26 de dezembro de 2011 e teve a sua última emissão a 3 de maio de 2014, sendo substituído pelo programa Sabadabadão.
Em 2017, de forma a colmatar a falta de audiências no horário das 19, a SIC acabou por optar pela repetição do Gosto Disto! a partir do dia 5 de junho de 2017 de segunda a sexta às 7 horas da tarde. Devido às baixas audiências que se verificaram com as repetições, o programa deixou de ser transmitido no dia 29 de junho de 2017.

## Rubricas
- Momento Ahhhh…
- Homens da Luta
- Lembra-se disto?
- Portugal Caricato
- Consegue fazer melhor?
- O Canto do Rouxinol
- Um Minuto no Mundo
- Caras e Caretas
- Ilusão de Óptica
- Ele há cada coisa
- Sketch